# كاستليوني ميسر مارينو
كاستليوني ميسر مارينو (بالإيطالية: Castiglione Messer Marino)‏ هي بلدية في مقاطعة كييتي في إقليم أبروتسو الإيطالي.

## السكان
في سنة 1861 بلغ عدد السكان 4٬222 نسمة، وتطور العدد ليصل في سنة 2011 لـ 1٬898 نسمة.
يظهر هذا المخطط البياني تطور النمو السكاني لـ كاستليوني ميسر مارينو

## توأمة
لكاستليوني ميسر مارينو اتفاقيات توأمة مع:
- بالكارسي